# A Barca do Sol
A Barca do Sol foi uma banda brasileira de rock progressivo e MPB formada em 1973 na cidade do Rio de Janeiro, e desfeita em 1981, após o lançamento de três álbuns de estúdio — A Barca do Sol, de 1974; Durante o Verão, de 1976; e Pirata, de 1979. O grupo fez grande sucesso de crítica enquanto esteve em atividade, embora tenha permanecido restrito a nichos de público. Seu estilo musical diferenciado dentro do panorama da música popular no Brasil - valendo-se majoritariamente de instrumentos de sopro como solistas e mantendo a composição de canções e não de temas instrumentais — garantiram para o conjunto um lugar único na música popular brasileira, tornando-o de difícil classificação.

## Carreira
A banda começou a ser formada quando Nando Carneiro e Muri Costa — colegas de um curso pré-vestibular de arquitetura, em Copacabana — passaram a se encontrar nas tardes, após as aulas, para estudar. Nos intervalos, tocavam violão e o irmão caçula de Maurício, Marcelo Costa, fazia percussão para os dois. No fim do ano, foram convidados para uma apresentação no auditório das Faculdades Bennett (hoje, Centro Universitário Bennett), já adotando o nome pelo qual a banda ficaria conhecida. No ano seguinte, o compositor e multi-instrumentista Egberto Gismonti — que era amigo da família de Nando, sendo parceiro de seu irmão, Geraldo Carneiro — conseguiu bolsas de estudo para os rapazes no VII Festival e Curso de Música de Curitiba (atualmente, Oficina de Música de Curitiba). Assim, deslocaram-se para aquela cidade onde passaram todo mês de janeiro tendo aulas com, entre outros professores, o cantor e compositor Dori Caymmi que, ao ouvir o trio tocando, apresentou para eles outros quatro músicos: Beto Rezende, também violonista, mas que entrou no grupo ajudando na percussão; Jaques Morelenbaum, que tocava violino e violoncelo; Marcelo Bernardes, flautista; e Marcos Stul, baixista.
Com esta formação, voltaram para o Rio de Janeiro e passam a ensaiar, além de realizarem apresentações, bem como a acompanhar, como banda de apoio, alguns artistas, como o cantor Piry Reis. Em meados do ano, foram convidados a gravarem uma fita demo para o selo Continental, da gravadora GEL, conseguindo um contrato de gravação. Assim, gravaram o seu álbum de estreia, A Barca do Sol, com Egberto Gismonti produzindo e, também, participando como instrumentista em duas faixas: "Arremesso" e "Alaska". Neste álbum, começaram parcerias com a chamada "Geração Marginal", com diversos dos poetas do movimento trabalhando como letristas nas canções do disco, especialmente, Geraldo Carneiro, Cacaso, João Carlos Pádua, Afonso Carlos Costa e Daniel Mendes Campos. Antes do lançamento do álbum, em dezembro daquele ano, o grupo perdeu dois integrantes: Marcos Stul saiu por não concordar com o espírito de coletividade do grupo, e Marcelo Bernardes recebeu uma proposta para ingressar no Conservatório Nacional Superior de Música e Dança de Paris. Assim, entraram no grupo Alain Pierre, baixista, e Ritchie, flautista. Com estes membros, o grupo fez o lançamento do disco de estreia no Teatro Galeria, em dezembro de 1974. Logo no início do ano seguinte, Ritchie também saiu do grupo — para ingressar no conjunto Vímana — e, em seu lugar, entrou David Ganc.
Em 1975, trabalharam com Gismonti na trilha sonora do filme Nem os Bruxos Escapam. Graças ao sucesso de canções como "Lady Jane", "O Brilho da Noite" e "Fantasma da Ópera" do primeiro disco, garantiram a gravação de um segundo álbum de estúdio da banda, Durante o Verão, que, com produção de Geraldo Carneiro, foi lançado em 1976. Neste disco, passaram a utilizar, também, instrumentos eletrificados, como guitarra e baixo, além de utilizarem bateria em adição à percussão já utilizada no álbum anterior. Em 1978, a banda gravou o álbum Corra o Risco, que marcou a estreia fonográfica da cantora Olivia Byington. O disco contém sucessos do grupo, como "Lady Jane", "Fantasma da Ópera" e "Brilho da Noite", regravados pela cantora, além de canções inéditas que viriam a compor o próximo disco do conjunto, como "Cavalo Marinho" e "Jardim da Infância". Novamente, antes da turnê do disco de Byington, perderam um membro: Jaques Morelenbaum mudou-se para Boston, estudando violoncelo por dois anos no New England Conservatory of Music. Assim, fizeram a turnê do álbum como um sexteto. No ano seguinte, o grupo lançou de forma independente — saindo pelo selo Verão — o álbum Pirata, coproduzido pela própria banda juntamente com Afonso Carlos Costa, ainda como um sexteto. Em 1980, fizeram uma participação especial na faixa "Mais Clara, Mais Crua", do disco Anjo Vadio, de Olivia Byngton, vindo a dissolver-se no ano seguinte.

### Reunião
Após 38 anos de sua dissolução, a banda voltou a se reunir para a apresentação de dois shows em setembro de 2019, em São Paulo. No início do ano seguinte, em 18 de fevereiro de 2020, foi relançado o último álbum da banda, Pirata, em formato de streaming.

## Estilo e legado
Na época em que estava em atividade, o grupo foi classificado sempre, pela crítica especializada, como um grupo de rock progressivo. Realmente, estão presentes na obra do grupo diversas das características comumente associadas a este estilo, como: partes instrumentais pronunciadas, mudanças de andamento e mistura de música clássica e folk com rock. Entretanto, análises posteriores passaram a contestar estas primeiras críticas sob o argumento de que, embora existisse uma base comum sobre a qual diversos grupos se expressassem — o rock ou o samba, nos anos 1970, os diversos grupos não formavam uma unidade estilística. Desse modo, mais recentemente, prefere-se destacar as semelhanças estilísticas do grupo com artistas da MPB - como o Som Imaginário - ou com o movimento Clube da Esquina. Ainda, alguns aproximam o grupo do jazz brasileiro pela sua proximidade com Egberto Gismonti.
Após o término do grupo, seus membros tornaram-se importantes músicos na cena da música popular brasileira, cantada ou instrumental, dos anos seguintes.

## Integrantes

### Última formação
- Nando Carneiro: violão e voz (1973-1981)
- Muri Costa: violão, viola e voz (1973-1981)
- Beto Rezende: guitarra, violão, viola e percussão (1973-1981)
- David Ganc: flauta (1975-1981)
- Alain Pierre: baixo (1974-1981)
- Marcelo Costa: bateria e percussão (1973-1981)

### Outros integrantes
- Jaques Morelenbaum: violoncelo e violino (1973-1978)
- Marcelo Bernardes: flauta (1973-1974)
- Ritchie: flauta (1974-1975)
- Marcos Stul: baixo (1973-1974)

## Discografia
Discografia dada pelo IMMuB e pelo Discogs.

### Álbuns de estúdio
| Ano  | Título          | Gravadora   |
| ---- | --------------- | ----------- |
| 1974 | A Barca do Sol  | Continental |
| 1976 | Durante o Verão | Continental |
| 1979 | Pirata          | Verão       |

### Coletâneas
| Ano  | Título                           | Gravadora           |
| ---- | -------------------------------- | ------------------- |
| 1995 | Sucessos                         | Warner Music Brasil |
| 2000 | A Barca do Sol / Durante o Verão | Warner Music Brasil |

### Participações
| Ano  | Título        | Gravadora           |
| ---- | ------------- | ------------------- |
| 1976 | Som Tropical  | Continental         |
| 1978 | Corra o Risco | Continental         |
| 1980 | Anjo Vadio    | Som Livre           |
| 1981 | Rosa Baiana   | Bandeirantes discos |